# 速汇金

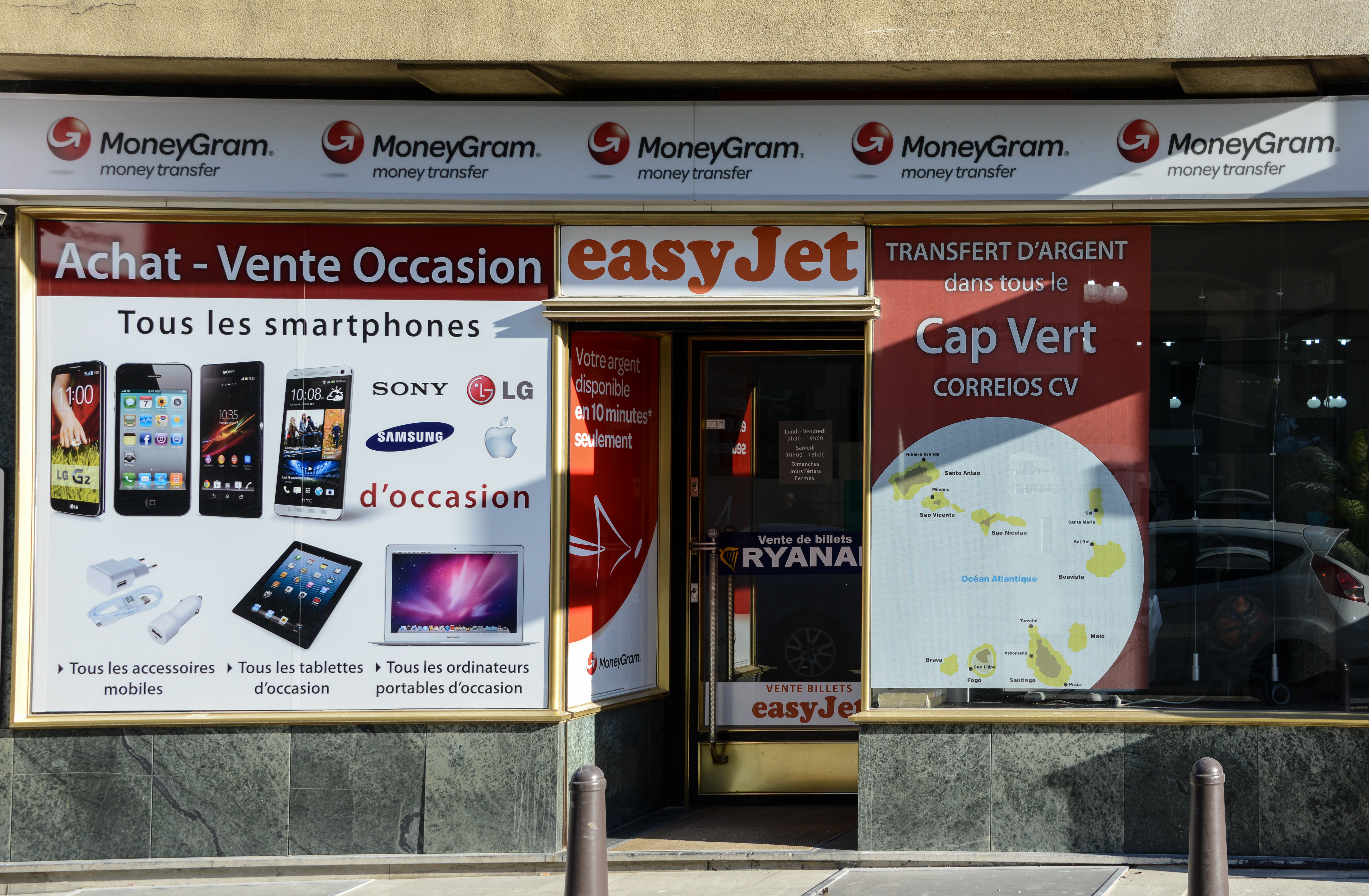
速匯金

速汇金（MoneyGram，(NASDAQ：MGI），成立于1940年，总部位于美國德克萨斯州，是一家国际快速汇款公司，竞争对手包括西联汇款和Xoom。
2017年1月26日，螞蟻金服斥資8.8億美元收購總部設在德克薩斯州的美國滙款服務公司速滙金（MoneyGram）同時將承擔速滙金未償還的債務9.373億美元。
2017年4月17日，螞蟻金服提高對速匯金(MoneyGram International) 的收購報價，由每股13.25美元上調至18美元，交易額大約為12億美元（約93.3億港元）。
2018年1月4日，由于美国外国投资委员会以国家安全理由拒绝批准交易，蚂蚁金服收购速汇金的计划最终泡汤。两家公司宣布，双方已同意终止修订后的收购协议。

## 主要竞争对手
- 西联汇款
- Xoom